# Portimojärvi
Portimojärvi är en sjö i Finland. Den ligger i kommunen Ranua i landskapet Lappland, i den norra delen av landet, 700 km norr om huvudstaden Helsingfors. Portimojärvi ligger 141,9 meter över havet. Arean är 2,8 kvadratkilometer och strandlinjen är 12,57 kilometer lång. Sjön  ingår i Simo älvs huvudavrinningsområde.   
I övrigt finns följande i Portimojärvi:
- Luusuansaari (en ö)
- Huhtasaari (en ö)